# 12514 Schommer
12514 Schommer eller 1998 HM26 är en asteroid i huvudbältet som upptäcktes den 20 april 1998 av Spacewatch vid Kitt Peak-observatoriet. Den är uppkallad efter astronomen Robert Schommer.
Asteroiden har en diameter på ungefär 4 kilometer och den tillhör asteroidgruppen Astraea.